# Tommy James and the Shondells
Tommy James and the Shondells waren een Amerikaanse popgroep, geformeerd in 1964. Daarna begon Tommy James (Thomas Gregory Jackson) een solocarrière en kwam de band nog geregeld bijeen. Ze hadden twee nummer 1-singles in de Verenigde Staten, Hanky Panky (juli 1966, hun enige RIAA-gecertificeerde gouden plaat) en Crimson and Clover (februari 1968), en scoorden ook twaalf andere Top 40-hits, waaronder vijf in de Top tien van de Billboard Hot 100, waaronder I Think We're Alone Now, Mirage, Mony Mony, Sweet Cherry Wine en Crystal Blue Persuasion.

## Geschiedenis

### Oorsprong
De band The Echoes, geformeerd in 1959 in Niles (Michigan), evolueerde toen tot Tom and the Tornadoes, met de 12-jarige Tommy James (toen bekend als Tommy Jackson) als leadzanger. Tijdens het bijwonen van de Niles High School bracht de band in 1962 haar eerste single Long Pony Tail uit.
In 1964 doopte James de band om tot The Shondells, omdat de naam goed klonk en ter ere van Troy Shondell in de buurt van Fort Wayne, beroemd om zijn publicatie This Time uit 1961. Op dat moment bestond de band uit Tommy James (zang en gitaar), Larry Coverdale (lead gitaar), Larry Wright (bas), Craig Villeneuve (keyboards) en Jim Payne (drums). In februari 1964 nam de band het Jeff Barry-Ellie Greenwich-nummer Hanky Panky op (oorspronkelijk een B-kantje van The Raindrops). Omdat James vaak te vinden was op Niles High School-evenementen, bleef zijn populariteit lokaal groeien. James' versie van Hanky Panky verkocht respectabel in Michigan, Indiana en Illinois, maar Snap Records, het label waaronder Hanky Panky oorspronkelijk werd uitgebracht, had geen nationale distributie. De band toerde door het oostelijke midwesten, maar geen enkele andere markt deed mee met het nummer. De single slaagde er niet in om zich nationaal te plaatsen in de hitlijst en The Shondells ontbonden in 1965, nadat de leden van de middelbare school waren afgestudeerd.
Nadat hij eerst had overwogen een baan buiten de muziek te zoeken, besloot James de nieuwe band The Koachmen te formeren met Shondells-gitarist Larry Coverdale en leden van de rivaliserende band The Spinners (niet de hitgroep uit Detroit). The Koachmen bespeelden in de zomer en herfst van 1965 een circuit van clubs in het midwesten, maar keerden in februari 1966 terug naar Niles, nadat de optredens waren opgedroogd, om hun volgende zet te plannen.

### Hanky Panky
Ondertussen in 1965, had de danspromotor Bob Mack uit Pittsburgh de vergeten single Hanky Panky opgegraven, die hij op verschillende dansfeesten speelde en radiostations daar prezen het als een exclusief nummer. De respons van de luisteraars moedigde regelmatig spelen aan en de vraag steeg. Bootleggers reageerden door 80.000 exemplaren op de zwarte markt van de opname af te drukken, die in winkels in Pennsylvania werden verkocht.
James hoorde voor het eerst van al deze activiteiten in april 1966 nadat hij een telefoontje kreeg van de Pittsburgh-diskjockey Mad Mike Metro, die hem vroeg het lied te komen spelen. James probeerde in contact te komen met andere leden van The Shondells, maar ze waren allemaal verhuisd, waren in dienst getreden of waren getrouwd en hadden de muziekbusiness helemaal verlaten.
In april 1966 ging James in zijn eentje promotie-optredens maken voor WZUM Pittsburgh in nachtclubs en op de lokale televisie. Hij rekruteerde het kwintet The Raconteurs, dat speelde in de Thunderbird Lounge in Greensburg, met Joe Kessler (gitaar), Ron Rosman (keyboards), George Magura (saxofoon), Mike Vale (bas) en Johnnie Hogg (drums) als de nieuwe Shondells.
Met een tourneeband om de single te promoten, ging James naar New York, waar hij de master van Hanky Panky verkocht aan Roulette Records, waarna hij zijn achternaam veranderde in James. Met nationale promotie werd de single een nummer 1-hit in juli 1966. In 1972 werden Kessler en Hogg gedwongen te vertrekken na een geschil toen geplande gelden niet aan hen werden overgemaakt door Roulette, een label dat nauw verbonden was met de georganiseerde misdaad en wiens hoofd Morris Levy de inspiratie was voor het Herman 'Hesh' Rabkin-personage op The Sopranos. Ze werden vervangen door Eddie Gray (gitaar) en Peter Lucia (drums) en Magura vertrok ook.

### Tommy James and the Shondells
Aanvankelijk speelden Tommy James en zijn Shondells rechttoe rechtaan rock-'n-roll, maar ze werden al snel geassocieerd met het ontluikende bubblegum-muziekgenre. James betwiste dit en zei dat bubblegum-producenten Jerry Kasenetz en Jeffry Katz zijn platenmaatschappij (gerund door Morris Levy) benaderden op zoek naar songwriting-banen. Levy wees Kasenetz en Katz af, dus gingen ze ergens anders heen en werden succesvol met bands als de 1910 Fruitgum Company. Bubblegum is over het algemeen terug te voeren op het succes van de Fruitgum Company-hit Simon Says uit 1968. Tommy verwerpt het etiket 'bubblegum' voor zijn muziek. Begin 1967 gaf songwriter Ritchie Cordell hen de nummer 4-hit I Think We're Alone Now en de nummer 10-hit Mirage. In 1968 had James een nummer 3-hit met Mony Mony. Mede geschreven door James, Cordell, Cordell's schrijfpartner Bo Gentry en Bobby Bloom, bereikte Mony Mony de derde plaats in de Verenigde Staten en was een Britse nummer één in 1968. De titel werd geïnspireerd door een knipperend teken voor Mutual Of New York, zichtbaar vanaf het balkon van het appartement van James in New York. Hij volgde het met Do Something to Me. James werd echter bestempeld als een bubblegum-popartiest, wat hij haatte. Daarom veranderde hij zijn stijl in psychedelische rock.
Vanaf eind 1968 begon de band hun eigen liedjes te schrijven, waarbij James en Lucia de psychedelisch getinte klassieker Crimson and Clover schreven, die werd opgenomen en gemixt door Bruce Staple, waarbij James de zang op zich nam en veel van de instrumenten zelf bespeelde, en kenmerkte het creatieve gebruik van studio-effecten zoals delay en tremolo. De band toerde met vicepresident Hubert Humphrey tijdens zijn presidentiële campagne, waarvoor Humphrey zijn waardering toonde door de albumnotities te schrijven voor het album Crimson & Clover
Andere hits waren Sweet Cherry Wine, Crystal Blue Persuasion en Ball of Fire, allemaal uit 1969. Ze produceerden ook Sugar on Sunday, later gecoverd door The Clique. Toen de band de klanken van psychedelica omarmde, werden ze uitgenodigd om op Woodstock op te treden, maar ze weigerden.
De 2000-editie van Tommy James and the Shondells speelt in 2010 een gratis openluchtconcert in Manalapan Township, New Jersey
De band ging door tot 1970.

### Hog Heaven
Tijdens een concert in Birmingham (Alabama) in maart van dat jaar, stortte een uitgeputte James in elkaar nadat hij van het podium kwam door een reactie op drugs en werd dood verklaard. Hij herstelde en besloot naar het land te verhuizen om uit te rusten en te herstellen en verliet de band. Zijn vier bandleden gingen een korte tijd door onder de naam Hog Heaven, namen twee albums op (een zelfbenoemde bij Roulette Records in maart 1971 en de tweede opgenomen in 1971, maar niet uitgebracht tot 2008), en plaatsten de Hot 100-hit Happy op nummer 98, maar kort daarna werd de band ontbonden.
In een zijproject in 1970, schreef en produceerde James de nummer 7-hitsingle Tighter, Tighter voor de band Alive N Kickin'. James lanceerde in 1970 een solocarrière die over een periode van 10 jaar de twee opmerkelijke hits Draggin' the Line (1971) en Three Times in Love (1980) opleverde.

### Covers door andere artiesten
In de jaren 1980 produceerde het songbook van de band grote hits voor drie andere artiesten: de versie van Crimson And Clover (#7 in 1982) van Joan Jett & The Blackhearts, I Think We're Alone Now van Tiffany en Mony Mony van Billy Idol (back-to-back nummer 1-singles in november 1987). Andere covers van The Shondells zijn uitgevoerd door acts die zo verschillend zijn als psychobilly-ravers The Cramps, new wave-zangeres Lene Lovich, country-muziekveteraan Dolly Parton en het Boston Pops Orchestra.

### De jaren 1980 en later
Halverwege de jaren 1980 begon Tommy James te toeren in oldies-pakketten met andere acts uit de jaren 1960, soms aangekondigd als Tommy James & the Shondells, hoewel hij het enige oorspronkelijke lid van de band is. Een optreden in een nachtclub in Greenwich Village werd gefilmd en uitgebracht als Tommy James & the Shondells: Live! At The Bitter End. Op 6 januari 1987 overleed de oorspronkelijke drummer Peter P. Lucia jr. op 39-jarige leeftijd aan een hartaanval tijdens het golfen.
In 2008 werden Tommy James en The Shondells opgenomen in de Michigan Rock and Roll Legends Hall of Fame.
In 2009 kwamen James en de overlevende Shondells, Gray, Vale en Rosman weer samen om muziek op te nemen voor een soundtrack van een voorgestelde film, gebaseerd op James' autobiografie Me, the Mob, and the Music, uitgebracht in februari 2010. De band komt nog steeds af en toe samen voor speciale video-/tv-evenementen en nostalgische shows.
In maart 2011 werd het Tommy James-nummer I'm Alive (geschreven in samenwerking met Peter Lucia) een Top 20-hit in Nederland voor de Britse zanger Don Fardon, nadat zijn versie was gebruikt in een Vodafone-commercial. Het nummer verscheen oorspronkelijk op de lp Crimson & Clover.
In 2012 werd Crystal Blue Persuasion gebruikt in de achtste aflevering Gliding Over All van seizoen 5 van Breaking Bad tijdens een montage die het proces weergeeft dat nodig is om de methamfetamine-operatie van hoofdpersonage Walter White en de kenmerkende blue crystal meth naar een hoger niveau te tillen.
In 2015 besloten Gray, Vale en Rosman zich te herenigen en hun nieuwe band The Crystal Blue Band te formeren. Ze rekruteerden hun oude vriend en drummer Mike Wilps om wijlen Peter Lucia te vervangen.

## Discografie

### Albums
- 1966: Hanky panky
- 1967: It's only love
- 1967: I think we're alone now
- 1967: Gettin' together
- 1968: Mony Mony
- 1968: Crimson & clover
- 1969: Cellophane symphony
- 1970: Travelin'

### Singles
| Jaar | nummer                  | Billboard Hot 100 | opmerking                                 |
| ---- | ----------------------- | ----------------- | ----------------------------------------- |
| 1966 | Hanky panky             | 1                 | nr. 9 in Nederland en nr. 4 in Vlaanderen |
| 1966 | Say I am (what I am)    | 21                |                                           |
| 1966 | It's only love & Ya ya  | 31                |                                           |
| 1966 | It's only love          | -                 |                                           |
| 1967 | I Think We're Alone Now | 4                 |                                           |
| 1967 | Mirage                  | 10                |                                           |
| 1967 | I like the way          | 25                |                                           |
| 1967 | Gettin' together        | 18                |                                           |
| 1967 | Out of the blue         | 43                |                                           |
| 1968 | Get out now             | 48                |                                           |
| 1968 | Mony Mony               | 3                 | nr. 7 in Vlaanderen                       |
| 1968 | Somebody cares          | 53                |                                           |
| 1968 | Do something to me      | 38                |                                           |
| 1968 | Crimson and clover      | 1                 | nr. 3 in zowel Nederland als Vlaanderen   |
| 1969 | Sweet cherry wine       | 7                 |                                           |
| 1969 | Crystal blue persuasion | 2                 |                                           |
| 1969 | Ball of fire            | 19                |                                           |
| 1969 | She                     | 23                |                                           |
| 1970 | Gotta get back to you   | 45                |                                           |
| 1970 | Come to me              | 47                |                                           |

### NPO Radio 2 Top 2000
| Nummer met noteringen in de NPO Radio 2 Top 2000 | '99  | '00  | '01  | '02  |
| ------------------------------------------------ | ---- | ---- | ---- | ---- |
| Crimson and Clover                               | 1395 | 1927 | 1653 | 1867 |

1. ↑  Een vetgedrukt getal geeft de hoogste notering aan.
2. ↑  Deze tabel is bijgewerkt tot en met de laatste editie (2024).